# Аштабјула (Охајо)
Аштабјула (енгл. Ashtabula) град је у америчкој савезној држави Охајо.

## Демографија
По попису из 2010. године број становника је 19.124, што је 1.838 (-8,8%) становника мање него 2000. године.
| Група             | 2000.          | 2010.          |
| Белци             | 17.262 (82,3%) | 14.790 (77,3%) |
| Афроамериканци    | 2.053 (9,8%)   | 1.711 (8,9%)   |
| Азијати           | 84 (0,4%)      | 54 (0,3%)      |
| Хиспаноамериканци | 1.115 (5,3%)   | 1.773 (9,3%)   |
| Укупно            | 20.962         | 19.124         |